# Láddojávrrit
Láddojávrrit är två sjöar i Norge och Finland. Láddojávrrit ligger 759,8 meter över havet.  Omgivningarna runt sjöarna är i huvudsak ett öppet busklandskap.
Inlandsklimat råder i trakten. Årsmedeltemperaturen i trakten är −5 °C. Den varmaste månaden är juli, då medeltemperaturen är 12 °C, och den kallaste är januari, med −15 °C.